# Mortal Memories
Albums de Krabathor
The Rise Of Brutality Orthodox
Mortal Memories est un EP du groupe de brutal death metal tchèque Krabathor sorti en 1997. Il s'agit d'un réenregistrement de vieilles démos du groupe.

## Composition du groupe
Christopher : chant et guitare
Bruno : basse et chœurs
Skull : batterie

## Liste des chansons de l'album
1. Breath Of Death (de la démo Breath Of Death) - 4:55
2. Bestial War (de la démo Total Destruction) - 1:46
3. Apocrypha (de la démo Brutal Death) - 3:22
4. Orthodox - 2:48
5. Slavery - 6:00

## En plus
Ce disque contient une plage CD-Rom/multimédia sur laquelle figure la version live du titre Unecessarity.